# Joseph Needham
Noel Joseph Terence Montgomery Needham, britanski biokemik, zgodovinar in sinolog, * 9. december 1900, London, Združeno kraljestvo, † 24. marec 1995, Cambridge, ZK. 
Znan je po svojih znanstvenih raziskavah na področju embriologije in zapisih o kitajski znanosti. Lea 1941 je bil sprejet v Kraljevo družbo in leta 1971 v Britansko akademijo. Leta 1992 mu je kraljica Elizabeta II. podelila Red spremljevalcev časti (CH). S tem je postal? edini še? živeči prejemnik omenjenih odličij.

## Življenje

### Zgodnja leta
Njegov oče Joseph Needham je bil zdravnik, njegova mati Alicia Adelaide Montgomery pa se je ukvarjala z glasbo. Joseph ml. je bil njun edini otrok. Preden se je vpisal na Cambridge, se je izobraževal v šoli Oundle v Northamptoneshireju. Odločil se je za študij biokemije. Na Univerzi Cambridge je končal svoj dodiplomski študij, magisterij in doktorat (1925). 

## Kariera
Po končanem doktoratu je delal za profesorja Fredericka Golwanda Hopkinsa v laboratoriju na univerzitetnem oddelku za biokemijo, kjer se je najprej specializiral za embriologijo in morfogenezo. Leta 1931 je objavil svojo priznano knjigo Kemična embriologija (Chemical Embriology). Njegova predavanja so bila v naslednjih letih deležna dobrih odziv kritikov, med drugim tudi iz Harvarda. 
Čeprav je bil že spoštovan biokemik, je njegova kariera med drugo svetovno vojno doživela nepričakovan preobrat. Leta 1937 se je med njegovimi študenti na Cambridgeu znašlo tudi nekaj študentov iz Kitajske. Ena izmed njih, Lu Gwei-djen, ga je učila kitajskega jezika in vzbudila njegovo zanimanje za njihovo kulturo in zgodovino znanosti. Kasneje se je kitajščine lotil resno s pomočjo Gustava Halouna. 
Med leti 1942 in 1946 je bil v Chongqingu s strani Kraljeve družbe izbran za predsednika oddelka za sodelovanje kitajskih in britanskih znanstvenikov. V tistem času je velikokrat potoval na Kitajsko, kar je bilo zaradi vojne oteženo in nevarno. Potoval je po mnogo kitajskih mestih in neposeljenih pokrajinah. Povsod je zbiral knjige o kitajski zgodovini in znanosti, ki jih je redno pošiljal nazaj v London. Pridobil je tudi mnogo znancev in prijateljev, ki so mu v kasnejših letih pošiljali različne knjige o Kitajski, njeni zgodovini in podobno. Vse to je bil njegov material, iz katerega je črpal vsebino za svoja kasnejša dela. 
Ob vrnitvi v Evropo, mu je Julian Huxley ponudil mesto prvega Unescovega predstavnika naravoslovnih ved. Ponudbo je sprejel, a je po dveh letih, leta 1948, odstopil, zaradi sumov več kot le znanstvenega sodelovanja s kitajskimi komunisti. Vrnil se je v svoje prostore na kolidža Gonville in Caius v Cambridgu. Te so se kaj kmalu napolnili s knjigami, pridobljenimi na Kitajskem. Večino svojega življenja za tem je namenil raziskovanju zgodovine kitajske znanosti, čeprav je o biokemiji predaval do leta 1966.
Kljub temu, da je bil zaradi svojega zanimanja za kitajsko kulturo velikokrat deležen kritike oblasti in se ga je celo prijel negativen sloves, mu je le-tega uspelo očistiti. Leta 1959 je bil izvoljen za predsednika kolegov visoke šole Caius, leta 1965 pa celo za ravnatelja celotne šole. Na tem položaju je ostal do svojega šestinsedemdesetega leta.

## Delo

### Znanost in kitajska civilizacija
Leta 1948 je založbi Cambridge University Press predlagal izvedbo projekta, katerega rezultat, bi bila njegova knjiga Znanost in kitajska civilizacija (Science and Civilization in China). Projekt je bil sprejet in je hitro zrasel. Sodeloval je z zgodovinarjem Wang Lingom. Sam je napisal 15 delov knjige, projekt pa se je nadaljeval tudi po njegovi smrti. Danes projekt obsega 27 delov, na raziskovalnem inštitutu Needham (Needham Research Institute) pa zbirko še dopolnjujejo. 

### Needhamovo vprašanje
S tem vprašanjem se Needham sprašuje, zakaj je Kitajska na področju znanosti in tehnologije, kljub svojemu uspehu v zgodnjih letih civilizacije, tako zaostala za zahodnimi državami. Čudil se je dejstvu, da je sunkovita rast moderne znanosti in formuliranje hipotez o naravi v času Galilea, zajela samo zahodne države, ne pa tudi Kitajske in Indije.
Needham pripisuje velik pomen vpliv konfucijanstva in taoizma na hitrost kitajskega odkrivanja. Prav tako ni verjel, da je kitajska pisava slabo vplivala na razvoj Kitajske.
Needham je s svojimi raziskavami poskušal odgovoriti na to vprašanje. Čeprav je njegovo delo osupljivo, nekateri mislijo, da je samo vprašanje nesmiselno in tako nebo prineslo uporabnih odgovorov. 
Njegove raziskave so navsezadnje le pokazale postopno nabiranje znanstvenih dosežkov skozi kitajsko zgodovino. V zadnjem delu svoje knjige pravi, da se je kitajski napredek jasno kazal v kitajski družbi. Kitajska nikoli ni doživela stagnacije. Hitro pa je zaostala, ko se je v Evropi po renesansi začela razvijati moderna znanost. 
Obstajajo pa tudi mnoge druge hipoteze, ki skušajo pojasniti Needhamovo vprašanje. Na primer: Yingqui Liu in Chunjiang Liu sta menila, da je krivo pomanjkanje pravic do lastnine v tistem času. Celo s pravicami, ki so jih imeli, so lahko cesar in njegovi birokrati manipuliral po mili volji. Vsa znanost in tehnologija je lahko cesarjeva družina uporabila za potrebe dvora. Znanost ni imela prostih rok za napredek, zato le-ta, po njegovo, nikakor ni stekel. 

### Ocene in kritike
Nekateri strokovnjaki pravijo, da Needham v svojih delih pretirava s kitajskimi tehnološkimi dosežki. Pravijo tudi, da včasih nepravilno pripisuje izum določnih predmetov Kitajski. Needhamovemu pogledu na Evropo očitajo tudi pretirano etnocentričnost: z osredotočanjem na Kitajsko naj bi pozabil na razvijanje svojega mnenja o Evropi.

### Politični vpliv
Needham je bil za svoje čase precej liberalen. Živel je kontroverzno življenje. Politično gledano je bil levičar, zavzemal se je za krščanski socializem. V času bivanja na Kitajskem je sodeloval v razvpiti raziskavi o domnevni uporabi bioloških orožij v drugi svetovni vojni. Z antraksom okuženo meso naj bi Američani odvrgli z letali na južno Kitajsko tik pred koncem vojne. Severna Koreja, Kitajska in Sovjetska zveza so med drugim obtožile Združene države Amerike uporabe vraničnega prisada. Needham je v raziskavi sodeloval kot inšpektor v Severni Koreji in njegove raziskave so potrjevale obtožbo. S tem si je prislužil mesto na črni listi Združenih držav Amerike do zgodnjih sedemdesetih let 20. stoletja. Njegov biograf Simon Winchester zadevo zaključi z mnenjem, da so komunistične oblasti Needhama izkoristile za lastne potrebe.
Z Derekom Bryanom sta leta 1965 ustanovila Družbo za izboljšanje angleško-kitajskih odnosov (Society for Anglo-Chinese Understanding), ki je kar nekaj let nudila edino pot na Kitajsko za vse Angleže.

### Zasebno življenje
Needham se je leta 1924 poročil z biokemičarko Dorothy Moyle (1896-1987), ki je bila tudi članica Kraljeve družbe. Bila sta prvi poročeni par, ki mu je to uspelo. Needham je znan po tem, da je bil gimnosofist, torej je imel rad goloto in meditacijo. Leta 1937 se je globoko zaljubil v svojo učenko Lu Gwei-djen, njegova žena Dorothy je to sprejela. Vsi trije so več let živeli na isti ulici v Cambridgeu. Dve leti po smrti Dorothy, leta 1989, se je poročil z Lu, ki je po dveh letih zakona umrla. Leta 1982 je bil diagnostificiran z Parkinsovo boleznijo, pri štiriindevedesetih je umrl v svojem domu v Cambridgeu. 
Po njegovi smrti, leta 2008, je bil položaj predstavnika Kitajske na Univerzi v Cambridgeu (Chair of Chinese in the University of Cambridge) v njegovo čast preimenovano v Joseph Needhamovo profesorstvo kitajske zgodovine, znanosti in civilizacije (Joseph Needham Professorship of Chinese History, Science and Civilization).
Po veroizpovedi je bil Needham anglokatolik. Redno je molil v katedrali Ely. Opisoval se je tudi kot 'častnega taoista', predvsem zaradi svojih povezav s Kitajsko. 

## Nagrade in priznanja
Leta 1961 je bil nagrajen z medaljo George Sartona s strani Družbe zgodovine znanosti (History of Science Society). Pet let kasneje, leta 1966, pa je postal ravnatelj kolidža Gonville and Caius. Leta 1984 je postal četrti prejemnik J.D. Bernalove nagrade. Nagrado je podelila Družba za družbeno obravnavo naravoslovne znanosti. Leta 1990 mu je mesto Fukuoka podelilo Nagrado za azijske študije (Fukuoka Asian Culture Prize). 
Raziskovalni inštitut Needham (Needham Research Institute), usmerjen v proučevanje zgodovine kitajske znanosti, je bil ustanovljen leta 1985. Uradno ga je odprl princ Philip, vojvoda Edinburški.

## v slovenščini
- Needham, Joseph, Predhodniki sodobne znanosti, Glasnik Unesco = The Unesco courier, Let. 8, št. 30 (oktober 1988), str. 6-8
- Dolenc, Sašo, Angleški biokemik, ki je svetu razkril mogočnost kitajske znanosti : Joseph Needham, Dnevnikov objektiv, (28. mar. 2009).- str. 30

## Dela
- Science, Religion and Reality (1925)
- Man a Machine (1927) Kegan Paul
- Chemical Embryology (1931) C.U.P.
- The Great Amphibium: Four Lectures on the Position of Religion in a World Dominated by Science (1931)
- A History of Embryology (1934, 1959) C.U.P.
- Order and Life The Terry Lectures (1936)
- Biochemistry and Morphogenesis (1942)
- Time: The Refreshing River (Essays and Addresses, 1932–1942) (1943)
- Chinese Science (1945) Pilot Press
- History Is On Our Side (1947)
- Science Outpost; Papers of the Sino-British Science Co-Operation Office (British Council Scientific Office in China) 1942–1946 (1948) Pilot Press
- Science and Civilisation in China (1954–2008...) C.U.P. – 27 delov do danes
- The Grand Titration: Science and Society in East and West (1969) Allen & Unwin
- Within the Four Seas: The Dialogue of East and West (1969)
- Clerks and Craftsmen in China and the West: Lectures and Addresses on the History of Science and Technology (1970) C.U.P.
- Chinese Science: Explorations of an Ancient Tradition (1973) Ed Shigeru Nakayama, Nathan Sivin. Cambridge : MIT Press
- Moulds of Understanding: A Pattern of Natural Philosophy (1976) Allen & Unwin
- The Shorter Science and Civilisation in China (5 delov) (1980–95) – skrajšana verzija Colin Ronana
- Science in Traditional China : A Comparative Perspective (1982)
- The Genius of China (1986) Povzetek v enem delu, Robert Temple Simon in Schuster
- Heavenly Clockwork : The Great Astronomical Clocks of Medieval China (1986) C.U.P.
- The Hall of Heavenly Records : Korean Astronomical Instruments and Clocks, 1380–1780 (1986) C.U.P.
- A Selection from the Writings of Joseph Needham ed Mansel Davies, The Book Guild 1990